# Demonax bowringii
Demonax bowringii là một loài bọ cánh cứng trong họ Cerambycidae.